# 콘치타 캠벨
콘치타 엘리자베스 캠벨(영어: Conchita Campbell, 1995년 10월 25일 ~ )은 캐나다의 배우이다.

## 출연 작품
- 마를렌 이야기 (2014)
- 무서운 영화 4 (2006)
- 퍼슈드 (2004)
- 4400 (2004)
- 와이더 데이즈 (2003)
- 콜드 스쿼드 (1998)